# Négar Djavadi
Négar Djavadi (geboren 1969 in Teheran) ist eine französische Schriftstellerin.

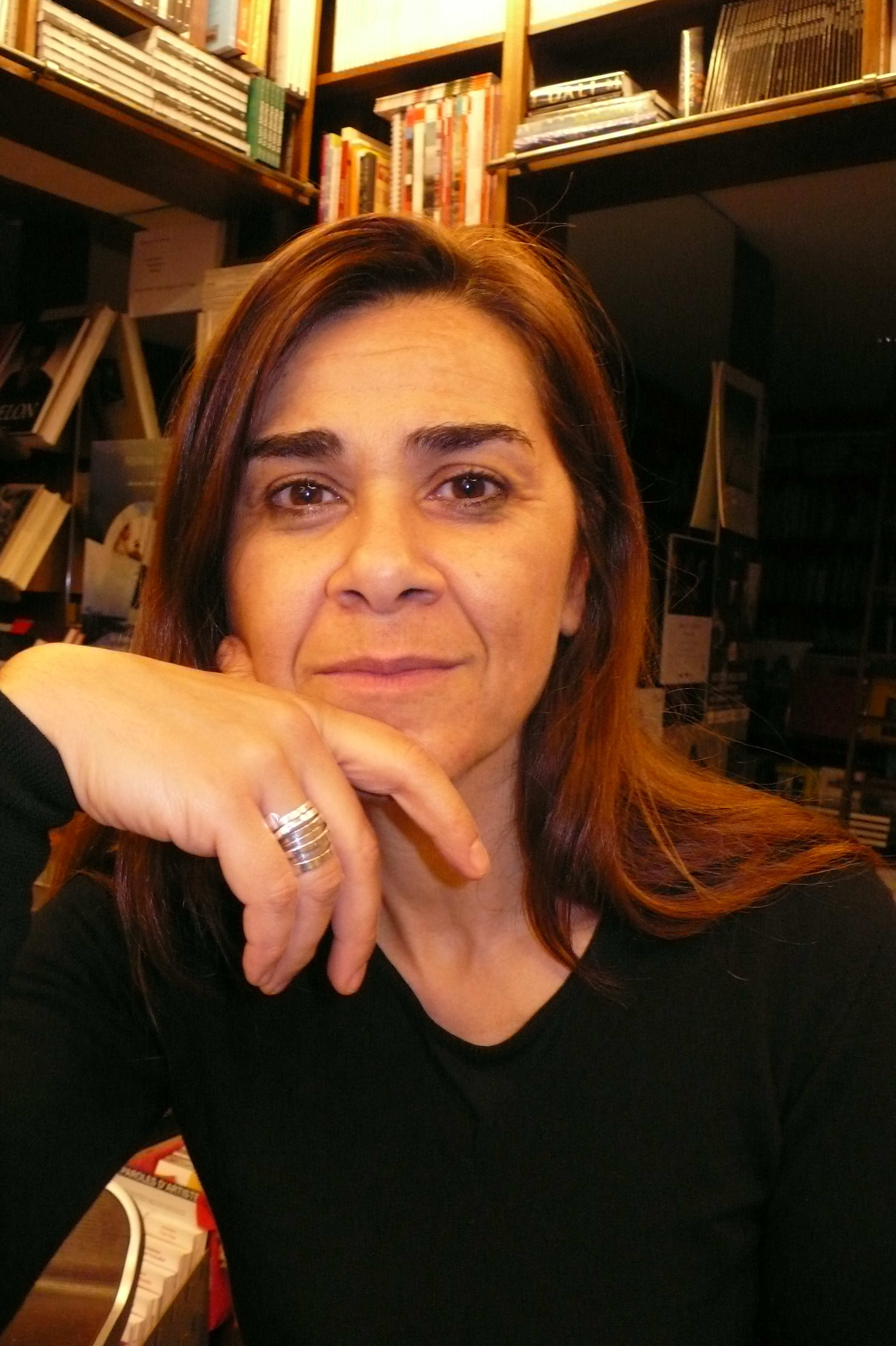
Négar Djavadi (2016)

## Leben
Négar Djavadi ist eine Tochter des iranischen Intellektuellen Asghar Sayyed Javadi (1925–2018). Sie wuchs in Teheran auf und floh nach der Iranischen Revolution mit ihrer Familie 1980 nach Frankreich.
Djavadi studierte Film in Brüssel am Institut national supérieur des arts du spectacle (INSAS) und arbeitet als Produzentin und Drehbuchschreiberin. Sie produzierte die Kurzfilme L'Espace désolé (1995), Entre les vagues (1997), Comédie classique (2001), Jeanne, à petits pas... (2005), 13 m² (2007), Né sous silence (2018).
Im Jahr 2016 veröffentlichte sie ihren ersten Roman Désorientale, für den sie verschiedene Preise, darunter Prix de L'Autre Monde, Prix du Style, Prix Emmanuel Roblès, Prix Première, Prix littéraire de la Porte Dorée und den Prix du Roman News erhielt. Die englische Übersetzung stand auf der Shortlist des National Book Award for Translated Literature und erhielt einen Lambda Literary Award.

## Werke
- Désorientale. Paris : Liana Levi, 2016, ISBN 979-10-349-0578-2 (französisch).
  - Désorientale. Roman. Übersetzung Michaela Meßner. München : C.H.Beck, 2017, ISBN 978-3-406-71453-5.
- Arène. Paris : Liana Levi, 2020, ISBN 979-10-349-0309-2 (französisch).
  - Die Arena. Roman. Übersetzung Michaela Meßner. München : C.H.Beck, 2022, ISBN 978-3-406-79126-0.
- La derniére place. [Non-fiction] Éditions Stock, 2023, 285 S., ISBN 978-2-234-09394-2 (französisch).